# Есмералда (ТВ серија)
Eсмералда (шп. Esmeralda) мексичка је теленовела, продукцијске куће Телевиса, снимана 1997. године.
У Србији је приказивана током 1998. и 1999. на телевизији Пинк.

## Синопсис
Једне олујне ноћи, у трошној брвнари једна сиротица донела је на свет мушко дете и неколико сати касније је преминула. Исте вечери у кући богатог предузетника Пењареала родила се девојчица за коју се веровало да неће дуго живети. Да би удовољила власнику ранча који је желео мушког потомка, дадиља Крисанта је дошла на идеју да слабашну девојчицу замени тек рођеним здравим дечаком, Хосе Армандом. У знак захвалности, али и да би купила њено ћутање, госпођа је старици Доминги, са којом је заменила бебе, дала на поклон смарагде, по којима је девојчица касније добила име Есмералда. Иако је рођена болешљива и слепа, Бог јој је подарио све како би била срећна и вољена. После много година Есмералда и Хосе Армандо се срећу и истина полако излази на видело…

## Ликови
- Есмералда (Летисија Калдерон) - Прелепа, невина девојка рођена је слепа и погрешно проглашена мртворођенчетом. На селу ће одрасти уз бабицу Домингу, која ће јој допустити да буде слободна и неспутана попут бића из природе. Есмералда је заправо биолошка кћерка богате породице Пењареал.
- Хосе Армандо (Фернандо Колунга) - Снажан и атрактиван младић којег је родила сиромашна сељанка и умрла при порођају. Одгојила га је породица Пењареал као свог законитог сина. Када угледа Есмералду потпуно ће га опчинити њена егзотична лепота.
- Родолфо Пењареал (Енрике Лизалде) - Богати и поносни земљопоседник. Опседнут је мушким дететом које ће наследити његово богатство и наставити крвну лозу. Преварен је да је Хосе Армандо његов син и у лажи ће живети док се у његовом животу не појави Есмералда.
- Фатима (Лаура Запата) - Родолфова отмена и несебична рођака, која планира да реши своје дугове, удајом своје ћерке Грасијеле за Хосе Арманда, кога је очувала као рођеног сина.
- Грасијела (Нора Салинас) - Лепа и размажена девојка, која је присиљена да живи на хацијенди Пењареалових, иако мрзи живот на селу. Живот јој се нагло мења када упозна племенитог и радног сељака Адријана, у кога зе заљубљује.
- Лусио (Салвадор Пињеда) - Чудан и тајанствен доктор, који не излази на светлост дана. О њему су у селу расплели легенду о чудовишту. Док га се сви плаше, Есмералда свакодневно одлази код њега.

## Улоге
| Глумац              | Улога                                 | Опис |
| ------------------- | ------------------------------------- | --- |
| Летисија Калдерон   | Есмералда Росалес Пењареал де Веласко | протагониста, Родолфова и Бланкина биолошка ћерка, замењена Хосе Армандом као беба коју је Доминга очувала, рођена слепа, заљубљена и удата за Хосе Арманда                              |
| Фернандо Колунга    | Хосе Армандо Пењареал де Веласко      | протагониста, доктор, биолошки син мештана са села, замењен Есмералдом као беба јер је Есмералда била проглашена мртвом, заљубљен и ожењен Есмералдом                                    |
| Лаура Запата        | Фатима Линарес Пењареал               | негативка, на крају постаје добра, Грасијелина мајка, Есмералдина тетка, Родолфова сестра од стрица, хтела је да Грасијелу уда за Хосе Арманда због богатства, мрзи Есмералду и Адријана |
| Нора Салинас        | Грасијела Линарес Пењареал            | Фатимина ћерка, Есмералдина рођака, била је удата за Емилијана због новца, заљубљена у Адријана, на крају умире због предозирања седативом                                               |
| Алехандро Руиз      | Адријан Лусеро                        | радник на ранчу, Есмералдин близак пријатељ, Дионисиов син, Флореситин брат, заљубљен у Грасијелу а касније и у Аурору, жени се Аурором                                                  |
| Енрике Лизалде      | Дон Родолфо Пењареал                  | богати власник ранча "Велика кућа", Бланкин муж, Есмералдин биолошки отац, Фатимин брат од стрица                                                                                        |
| Ракел Морељ         | Доња Бланка Пењареал                  | Есмералдина биолошка мајка, Родолфова жена |
| Ана Патрисија Рохо  | Хеорхина Перес Монталво               | негативка, Бернандова ћерка, заљубљена у Хосе Арманда, мрзи Есмералду |
| Салвадор Пињеда     | Др Лусио Малавер                      | негативац, посесивно заљубљен у Есмералду након што јој је спасио живот у пожару да му је пола лица изгорело, на крају умире због срчаног удара                                          |
| Игнасио Лопез Тарсо | Мелесио                               | Есмералдин најбољи пријатељ |
| Хуан Пабло Гамбоа   | Др Алваро Ласкано                     | офтамолог који је оперисао Есмералду, заљубљен у њу, Хосе Армандов бивши пријатељ, оставља Есмералду након што схвати да она још воли Хосе Арманда                                       |
| Густаво Рохо        | Др Бернардо Перес Монталво            | Хеорхинин отац, директор у болници, професор Хосе Арманда, Лусиов пријатељ, умире због можданог удара                                                                                    |
| Ракел Олмедо        | Доминга Ортиз Херера                  | гатара која је очувала Есмералду као ћерку и чувала је тајну са Крисантом и Бланком о замени беба                                                                                        |
| Росита Пелајо       | Илда Ортега Олмедо                    | медицинска сестра у болници, Есмералдина пријатељица |
| Иран Еори           | сестра Пиједад                        | часна сестра, Есмералдина и Домингина пријатељица |
| Ное Мураиама        | Фермин                                | Есмералдин близак пријатељ, власник сеоског гробља, умире због болести (глумац је био озбиљно болестан током снимања серије и касније је преминуо)                                       |
| Марија Луиса Алкала | Доња Сокоро "Сокорито"                | Аурорина мајка, Есмералдина и Домингина цимерка и пријатељица |
| Елса Наварете       | Аурора                                | ћерка доње Сокоро, заљубљена и удата за Адријана, Есмералда и Домингина цимерка и пријатељица                                                                                            |
| Елса Карденас       | Ортенсија Ласкано                     | Алварова мајка, учитељица |
| Дина де Марко       | Крисанта                              | Бланкина дадиља, крила је са Домингом да је Есмералда Бланкина биолошка ћерка |
| Ракел Панковски     | Хуана                                 | Лусиова слушкиња, била је заљубљена у њега |
| Естер Риналди       | Флоресита Лусеро                      | Дионисиова ћерка, Адријанова сестра, Есмералдина најбоља пријатељица, заљубљена у Хуанита                                                                                                |
| Хуан Карлос Серано  | Дионисио #1                           | Адријанов и Флореситин отац, Родолфова десна рука |
| Рафаел Амадор       | Дионисио #2                           | |
| Рафаел дел Виљар    | Себастијан Роблес Хил                 | доктор, Хосе Армандов најбољи пријатељ |
| Серхио Хурадо       | Хоакин Естрада                        | Лусиов адвокат |
| Роберто Дамико      | Густаво Валверде                      | Емилијанов отац, Ритин муж, бишви Грасијелин свекар |
| Дасија Гонсалес     | Рита Валверде                         | Емилијанова мајка, Густавова жена, бивша Грасијелина свекрва |
| Марко Уријел        | Емилијано Валверде                    | Густавов и Ритин син, Грасијелин муж, погине у саобраћајној несрећи |
| Исадора Гонсалес    | Танија                                | Грасијелина пријатељица, накратко заљубљена у Хосе Арманда |
| Марија Морена       | Дорис Камачо                          | Грасијелина пријатељица |
| Куко Санчез         | Дон Куко                              | певач, Сокорин и Аурорин комшија |
| Роберто Руј         | индијанац Офелио                      | негативац, шпијун, накратко радио на ранчу, погине након пада са коња |
| Раул Падиља Чофоро  | Тролебус                              | Мелесиов пријатељ, на крају постаје власник сеоског гробља након Ферминове смрти |
| Урсула Мурајама     | Хасинта                               | куварица на ранчу |
| Долорес Саломон     | Тула                                  | куварица на ранчу |
| Алберто Сантини     | Игнасијо Начо                         | радник на ранчу |
| Хеновева Морено     | Зенаида                               | Флореситина пријатељица, накратко заљубљена у Адријана |
| Ирма Торес          | Алтаграсија                           | собарица у кући Пењареалових у граду |
| Енрике Марине       | Хуанито                               | заљубљен у Флореситу |
| Алберто Ортиз       | Хосе Родолфо                          | Есмералдин и Хосе Армандов син |
| Наташа Дупејрон     | Есмералда                             | као девојчица |